# Форхтенштайн
Форхтенштайн (нем. Forchtenstein) — посёлок (нем. Gemeinde) в Австрии, в федеральной земле Бургенланд. 
Входит в состав округа Маттерсбург.  Площадь общины составляет 16,59 км², население — 2800 человек (1 января 2021), плотность населения — 167 чел./км². Официальный код  —  10602.

## Население
| Год  | Численность |
| ---- | ----------- |
| 1869 | 1685        |
| 1889 | 1732        |
| 1890 | 1816        |
| 1900 | 2054        |
| 1910 | 2158        |
| 1923 | 2127        |
| 1934 | 2213        |
| 1939 | 2223        |
| 1951 | 2184        |
| 1961 | 2363        |
| 1971 | 2502        |
| 1981 | 2557        |
| 1991 | 2678        |
| 2001 | 2832        |
| 2011 | 2793        |
| 2021 | 2800        |

## Политическая ситуация
Бургомистр коммуны — Фридерике Райсмюллер (СДПА) по результатам выборов 2007 года.
Совет представителей коммуны (нем. Gemeinderat) состоит из 23 мест.
- СДПА занимает 11 мест.
- АНП занимает 10 мест.
- АПС занимает 2 места.

## Достопримечательности
- Форхтенштайн — впечатляющий дворцово-замковый комплекс